# Fallogocentryzm
Fallogocentryzm, fallogokracja – pojęcie używane w socjologii odmienności, socjologii i psychologii rodzaju i w postmodernistycznych teoriach feministycznych, oznaczające zakodowane w języku narracje androcentryczne, determinujące myślenie i działanie jednostek społeczeństwa. Fakt, że obie płcie reprezentuje tylko męska.